# Beatriz Sánchez Marrufo
Beatriz Sánchez Marrufo, coneguda esportivament com Bea Sánchez, (Rota, 20 de desembre de 1989) és una jugadora de bàsquet espanyola.
Pívot, s'inicià a la pràctica del bàsquet als catorze anys al Club Don Bosco’88 de Rota i es formà en les categories inferiors del Club Baloncesto Portuense. Competí amb diversos equips de la Lliga Femenina 2, com el Club Baloncesto Cajanarias (2007-09), l'Agrupación Deportiva Baloncesto Avilés (2009-10), l'Universitario de Ferrol (2010-11) i el Club Baloncesto Bembibre (2011-13), amb el qual aconseguí l'ascens a la Primera Divisió estatal. Posteriorment, ha jugat amb equips de la Lliga Femenina, l'Universitaro de Ferrol (2014-18), amb el qual guanyà quatre Copes Galícia consecutives, Uni Girona Club de Bàsquet (2018-19), guanyant una Lliga catalana i proclamant-se campiona de Lliga espanyola, Ensino Lugo Club de Bàsquet (2019-21 i 2023), Araski AES (2021-22), Internacional amb la selecció espanyola en categories de formació, aconseguí un subcampionat d'Europa sub-18 (2007). Amb l'absoluta ha sigut internacional en trenta-tres ocasions entre 2017 i 2018, es proclamà campiona d'Europa de 2017 i guanyà la medalla de bronze al Campionat del Món de 2018.
Entre d'altres reconeixements, ha sigut guardonada com a Millor esportista de Ferrol de 2017 a la XXV Galo do Deporte Ferrolán.

## Palmarès
Clubs
- 1 Lliga espanyola de bàsquet femenina (2018-19)
- 1 Lliga catalana de bàsquet femenina (2018)
- 6 Copes Galícia de bàsquet femenina (2014, 2015, 2016, 2017, 2019, 2023)

Selecció espanyola
- 1 medalla de bronze al Campionat del Món de bàsquet femení (2018)
- 1 medalla d'or al Campionat d'Europa de bàsquet femení (2017)